# Silusa senescans
Silusa senescans är en skalbaggsart som beskrevs av Thomas Casey 1911. Silusa senescans ingår i släktet Silusa och familjen kortvingar. Inga underarter finns listade i Catalogue of Life.